# Бјикур
Бјикур (фр. Bihucourt) насеље је и општина у североисточној Француској у региону Север-Па д Кале, у департману Па де Кале која припада префектури Арас.
По подацима из 2011. године у општини је живело 364 становника, а густина насељености је износила 77,94 становника/km². Општина се простире на површини од 4,67 km². Налази се на средњој надморској висини од 116 метара (максималној 131 m, а минималној 102 m).

## Демографија
| 1962. | 1968. | 1975. | 1982. | 1990. | 1999. | 2011. |
| ----- | ----- | ----- | ----- | ----- | ----- | ----- |
| 328   | 328   | 262   | 289   | 307   | 305   | 364   |

График промене броја становника у току последњих година